# イオナ インターナショナル
イオナ インターナショナル株式会社 (英: IONA International Corporation) は、基礎化粧品等の製造、販売を行う企業である。社名の由来は、イオン+αから。

## 沿革
- 1974年 - 設立。「イオナ 私は美しい」というコピーと、女性の横顔のビジュアル（「横顔のバーバラ」と呼称）、そして岸田今日子のナレーション（1980年代まで担当）で用いたテレビCMを放映。
- 1996年4月 - 福島県西白河郡泉崎村に工場を設置。
- 2000年8月 - 「IONA VEIL（イオナヴェール）」を発表。
- 2006年10月 - IONAブランドのパッケージをリニューアル。「大人から美しくなろう」というキャッチコピーを使用。
- 2006年11月 - 「IONA それはロハスなスキンケア」というキャッチコピーで車両広告や雑誌広告を展開。
- 2006年12月 - 山口もえを起用したテレビCMを放映。キャッチコピーは「女性の笑顔は明日をつくる。女性の笑顔はIONAがつくる。」
- 2007年9月 - オフィシャルショッピングサイト 『près de iona』をオープン（現在は『IONA online store』の名称で運営）
- 2008年10月 - ゼリア新薬工業がイオナインターナショナルの全株式を取得し子会社化。
- 2009年11月 - ゼリア新薬工業と組んでエイジングケアブランド「Ritorno（リトルノ）」を発売。
- 2011年5月 - 本社を銀座から日本橋小舟町に移転。